# آنا صوفيا غوميز
آنا صوفيا غوميز (بالإسبانية: Ana Sofía Gómez)‏ هي لاعبة جمباز فني غواتيمالية، ولدت في 24 نوفمبر 1995 في غواتيمالا في غواتيمالا.

## وصلات خارجية
- آنا صوفيا غوميز على موقع الاتحاد الدولي للجمباز (licence) (الإنجليزية)
- آنا صوفيا غوميز على موقع الاتحاد الدولي للجمباز (biography) (الإنجليزية)
- آنا صوفيا غوميز على موقع اللجنة الأولمبية الدولية (الإنجليزية)
- آنا صوفيا غوميز على موقع أوليمبيديا (الإنجليزية)